# Neues Zeughaus (Mainz)

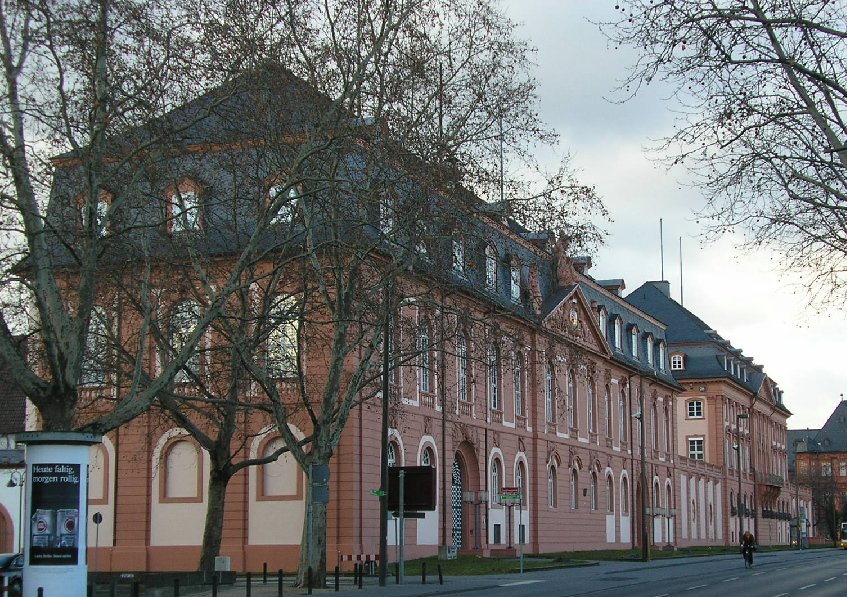
Zeughaus und Deutschhaus Mainz

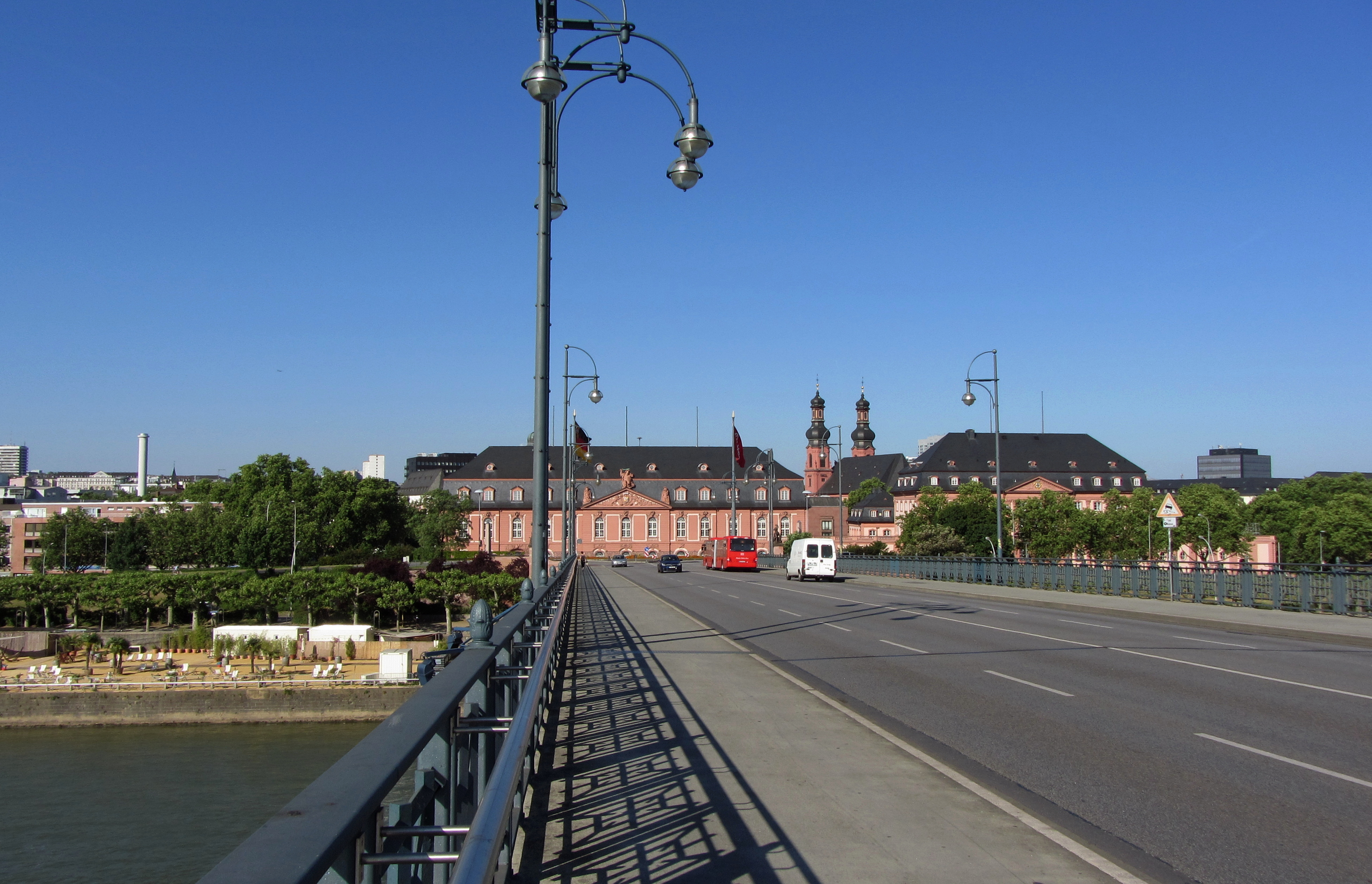
Blick von der Theodor-Heuss-Brücke auf das Neue Zeughaus, rechts das Deutschhaus

Das Neue Zeughaus neben der Deutschordenskommende in Mainz ist der heutige Sitz der Staatskanzlei Rheinland-Pfalz.

## Bau und Geschichte
Der Barockbau wurde von 1738 bis 1740 unter dem Oberbaudirektor und Festungsbaumeister Johann Maximilian von Welsch als Zeughaus errichtet und steht im Kontext mit einer Reihe von Bauten, die noch heute das Stadtbild bestimmen. Im ersten Stock befand sich einstmals ein Waffensaal, in dem Waffen und militärische Ausrüstungsgegenstände gelagert und instand gesetzt wurden. Dort hingen zwei Ölgemälde Grundriss der Vestung Mainz mit dem von zwei Engeln getragenen Wappen des Kurfürsten Philipp Karl von Eltz, samt allegorischer Figuren und ein Perspectivischer Auftrag ser Stadt Mayntz sambt der Facade des Zeughauses gegen den Rhein, mit allegorischen Figuren des Rheines und des Handels. Der über der Mitte der Fassade befindliche Dreiecksgiebel ist mit dem Kriegsgott Mars, gestaltet von Burkard Zamels, und dem Wappen des Kurfürsten von Eltz, mit springendem Löwen und Mainzer Rad, geschmückt. Das Gebäude wird von einem Mansarddach bedeckt.
Auf dem zur Mitternacht ausgerichteten Teil, der Stadtseite, früher Zum Sautanz genannt, fand man in den Jahren 1736 und 1740 zwei Pfeiler der Brücke, die Karl der Große in den Jahren 803 bis 813 erbaut hatte. Diese 500 Meter lange Brücke war zum Kasteller Amtshaus ausgerichtet. Auch dort fand man entsprechende Pfeilerreste. Im März 1858 konnte man bei niedrigem Wasserstand die noch vorhandenen Reste von 19 Strompfeilern besichtigen. In Wittmanns Chronik der niedrigsten Wasserstände des Rheines ist dies belegt. Heute führt die Theodor-Heuss-Brücke direkt auf das Neue Zeughaus zu und biegt erst in unmittelbarer Nähe ab.
Obwohl das Arsenal eigentlich ein Zweckbau war, ist es mit den architektonischen Elementen eines Palais ausgestattet. Welsch orientierte sich an den Bauelementen des benachbarten Deutschhauses. Die Rundbogenfenster des Erdgeschosses sind zum Schutz mit schmiedeeisernen Gittern versehen. Sie sind mit kriegerischen Attributen versehen und zeigen Wappen, Fahnen und Schilde. Im Obergeschoss sind die Fenster mit Helmen geschmückt. Zwei große Tore öffnen sich zum Rhein hin, dort konnten Geschütze und anderes schweres Kriegsgerät zum Transport mit dem Schiff bereitgestellt werden. Anstelle der heutigen Brücke befanden sich vor der Rheinregulierung Schiffsanlegestellen.

## Standort

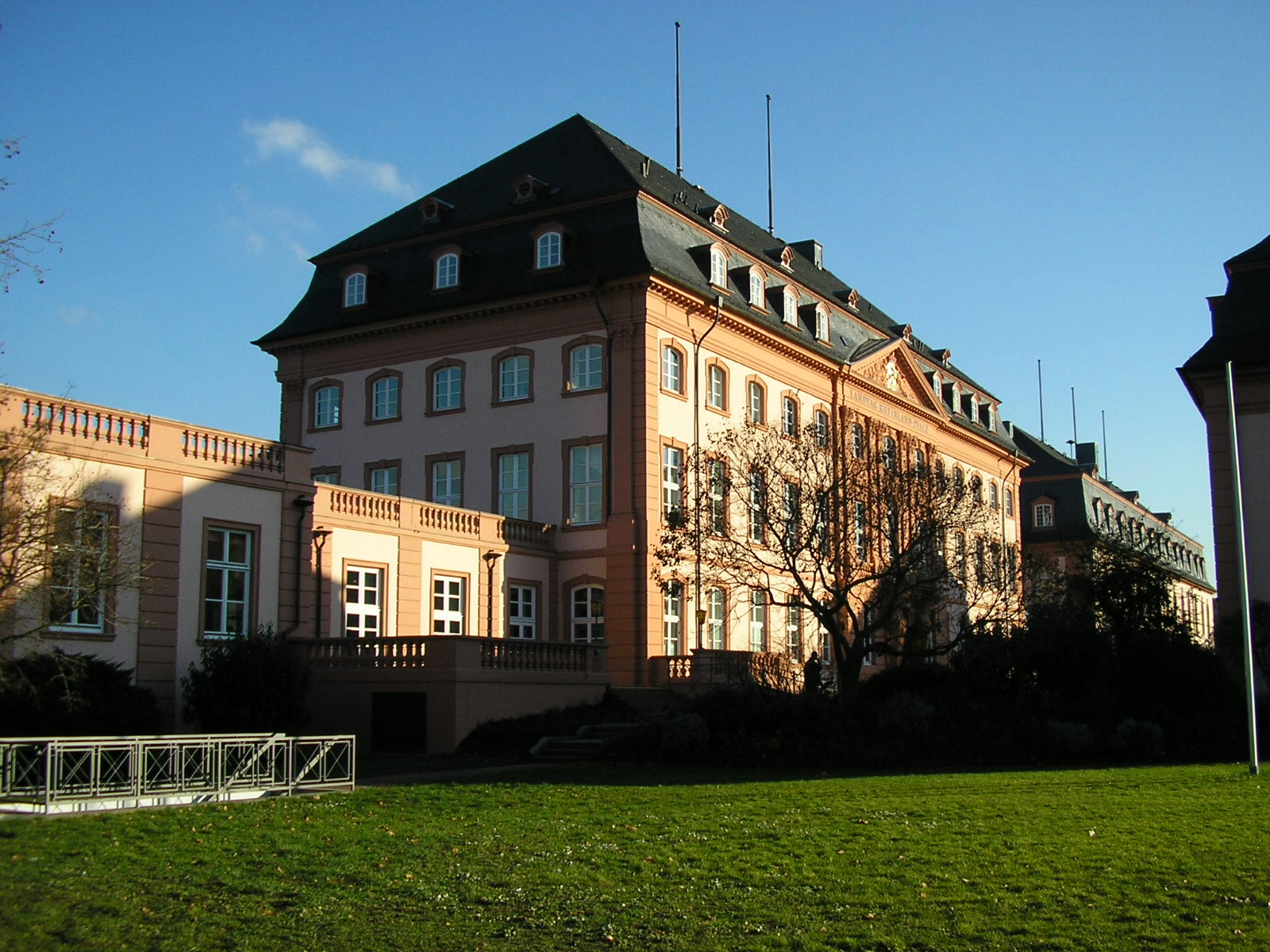
Das ehemalige Deutschordenshaus, in der Flucht das Neue Zeughaus

Der Standort für dieses Waffenarsenal war an der Nähe der Kaserne der kurfürstlichen Truppen orientiert, die unter anderem auf dem Schlossplatz des kurfürstlichen Schlosses exerzieren konnten. Gleichzeitig war der Rheinübergang über die strategisch wichtige Schiffsbrücke geschützt. Die nahe Mühlpforte war ein wichtiger Teil der Stadtbefestigung. Das Gebäude befindet sich in einer Flucht mit den Deutschhaus.

## Kriegswichtige Einrichtung
In der kurzmöglichsten Frist übergeben der Obrist Douay, Direktor des Zeughauses, der Obristlieutenant la Riboissure Unterdirektor und der Obristlieutenant Varin Chef der Ingenieurs, an die Chefs der Artillerie und Ingenieur der preussischen Armee ihre Waffen, Munition, Plane etc. nach den Kriegsbedingungen die ihnen obliegen.
Kapitulationspunkt XII., die der General der Brigade d’Oyré, Kommandant en chef von Mainz und Kastel 1793 zur Beendigung der Belagerung von Mainz mit der preussischen Führung vereinbart hat.
Quelle: Privilegierte Mainzer Zeitung, Nr. 1 vom 29. Juli 1793.

## Heutige Nutzung
Seit dem Jahr 1956 wurde das Neue Zeughaus zur Rheinland-Pfälzischen Staatskanzlei aus- und umgebaut. Erst 1960 konnte die Staatskanzlei dann in das wiederhergerichtete Gebäude einziehen, nachdem sie zuvor im Bassenheimer Hof untergebracht war. Zu diesem Zweck wurde das Gebäude, welches im Zweiten Weltkrieg bis auf die Keller und Außenmauern zerstört wurde, im Inneren mit vier, statt zwei, Etagen ausgebaut. Auch das Mansarddach wurde als Bürogeschoss genutzt. Lediglich der dem Rhein zugewandte Teil des Obergeschosses blieb in seiner Dimension erhalten und dient heute als Festsaal für Staatsempfänge.
Im Gebäude befindet sich auch der Stresemann-Saal, in dem die Kabinettssitzungen stattfinden und den die Stresemann-Gesellschaft für Veranstaltungen nutzt. Im Kabinettssaal befindet sich eine Wandtafel mit drei Zitaten von Aristide Briand, Sir Austen Chamberlain und dem namensgebenden Gustav Stresemann.

„Ici nous ne sommes que des européens. Il y a là la consécration du génie de l'Europe.“

„This is a turning point in the history of europe and it may be in the history of the world.“

(Übersetzung des Chamberlain-Zitates: Dies ist ein Wendepunkt in der Geschichte Europas und vielleicht in der Weltgeschichte.)

„In diesem großen Zeitalter geht es nicht nur um die Beziehungen von einem Volk zum anderen, sondern um eine Idee, die mehr ist als die Phrase, um eine Idee europäischer Kultur, um eine Idee der Menschheitsentwicklung.“